# Enkekejserinde Dagmars Ankomst
Enkekejserinde Dagmars Ankomst je dánský němý film z roku 1906. Film trvá zhruba 4 minuty.

## Děj
Film zachycuje ruskou šlechtičnu Marii Sofii Dánskou, jak příjíždí na palubě ruského plavidla do kodaňského přístavu. Je přijmuta členy dánské královské rodiny.